# The Two-Ring Circus
Albums de Erasure
The Circus
(1987) Live at the Seaside
(1987)
The Two-Ring Circus est un album du groupe britannique Erasure, paru le 16 novembre 1987 (Royaume-Uni).
Cet album occupe une place à part dans la discographie du groupe Erasure. Sorte de prolongement de l'album The Circus, paru en novembre 1987, il se divise en trois sections : une 1re partie constituée de 6 remixs de chansons de l'album The Circus (remixées par Pascal Gabriel, Flood, Little Louie Vega et Daniel Miller, entre autres) une 2e partie proposant 3 chansons des albums Wonderland et The Circus réenregistrées avec un orchestre symphonique (sous la direction d'Andrew Poppy) à la place de la musique électronique, et enfin une 3e partie (sous-titrée The Touring Circus) offrant 7 titres enregistrés en concert en avril 1987.

## Classement
| Pays       | Meilleure position |
| ---------- | ------------------ |
| Argentine  | 12                 |
| Allemagne  | 26                 |
| États-Unis | 186                |

## Pistes
| No  | Titre                                                         | Durée |
| --- | ------------------------------------------------------------- | ----- |
| 1.  | Sometimes (Erasure And Flood Mix)                             |       |
| 2.  | It Doesn't Have to Be (Mix By Pascal Gabriel)                 |       |
| 3.  | Victim of Love (Little Louie Vega Mix)                        |       |
| 4.  | Leave Me to Bleed (Vince Clarke/Eric Radcliffe Mix)           |       |
| 5.  | Hideaway (Little Louie Vega Mix)                              |       |
| 6.  | Don't Dance (Daniel Miller/Flood Mix)                         |       |
| 7.  | If I Could (Orchestral Arr. & Thanks To Andrew Poppy)         |       |
| 8.  | Spiralling (Orchestral Arr. & Thanks To Andrew Poppy)         |       |
| 9.  | My Heart...So Blue (Orchestral Arr. & Thanks To Andrew Poppy) |       |
| 10. | Victim of Love (live)                                         |       |
| 11. | The Circus (live (sauf États-Unis))                           |       |
| 12. | Spiralling (live)                                             |       |
| 13. | Sometimes (live)                                              |       |
| 14. | Oh l'amour (live)                                             |       |
| 15. | Who Needs Love (like That) (live)                             |       |
| 16. | Gimme, Gimme, Gimme (live)                                    |       |